# ヴォインジャマ
ヴォインジャマ（英語: Voinjama、ボインジャマ）はリベリアの都市である。ロファ郡の中心地（郡都）である。

## 交通

### 空港
- ヴォインジャマ空港（英語版）（ボインジャマ空港）